# Forêt de Rumilly
La forêt de Rumilly est une vaste forêt française située en Champagne.

## Description générale
La Forêt de Rumilly se situe au sud de Rumilly-lès-Vaudes. Elle comprenait les forêts d'Aumont et Jeugny à l'est, de Chaource au sud et le bois du Perchois au SE.
Pour son exploitation, elle était séparée en : 
- Série de Vérien, haute futaie, 127O hectares en rotation de 175 ans ;
- Série d'Erland et de Lantage, 1019 hectares exploités en rotation de 30 ans.

## Histoire
C'était une forêt d'un bloc qui appartenait anciennement aux comtes de Champagne, puis au comte de Troyes et a suivi le sort de la seigneurie de Rumilly. En 1101, Hugues, comte de Troyes, faisait donation d'une moitié de la seigneurie de Rumilly aux moines de l'abbaye Saint-Quentin de Troyes. Ceux-ci la vendirent aux moines de Molesme en octobre 1219. 
Elle se trouve ainsi séparée, administrativement en deux parts :
- la part de Molesme : 1 000 arpents en 1219 elle était de 2 800 en 1759[1].
- La part du roi, la partie est , enclavée dans celle de l'abbaye représentait un parallélogramme de 260 arpents et la plus grande, à l'ouest était de 2 170 arpents[2].

### Les usagers
Historiquement, les possesseurs des deux parts y avaient usage. Mais il y eut aussi l'abbaye de Montiéramey, les Templiers et à leur suite les Hospitaliers, mais aussi les habitants de Chaussepierre, Rumilly, st-Part-les-Vaudès, Courgelaine, Vaudès, Lantages, Serre, Montceaux. Les seigneurs de la Motte de Rumilly, Marolle, au prieur de Fouchères.

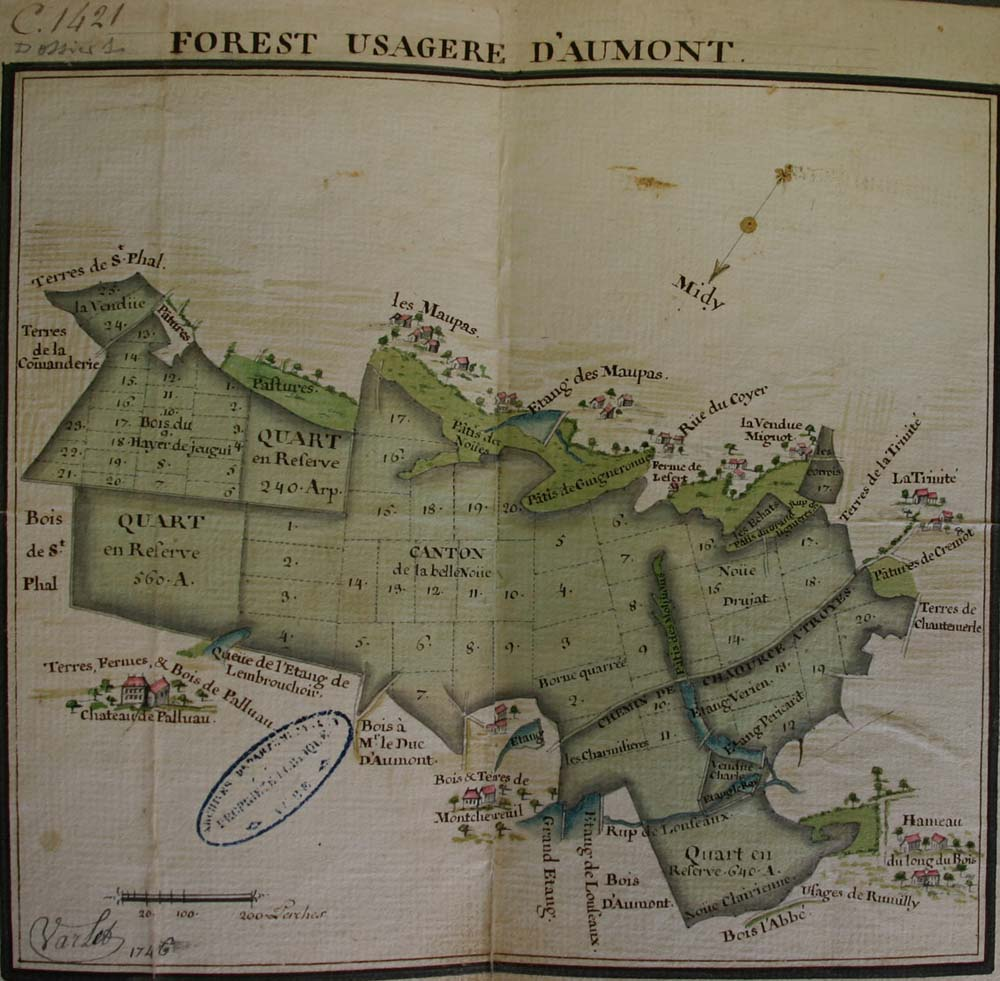
Cartes anciennes, forêt d'Aumont,
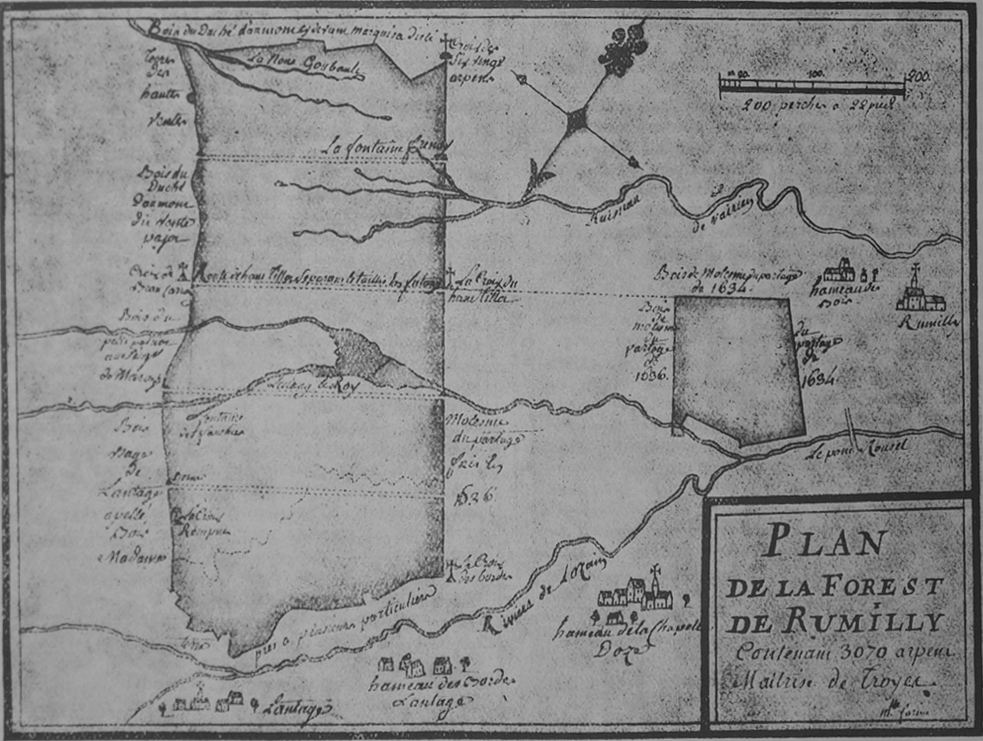
de Rumilly
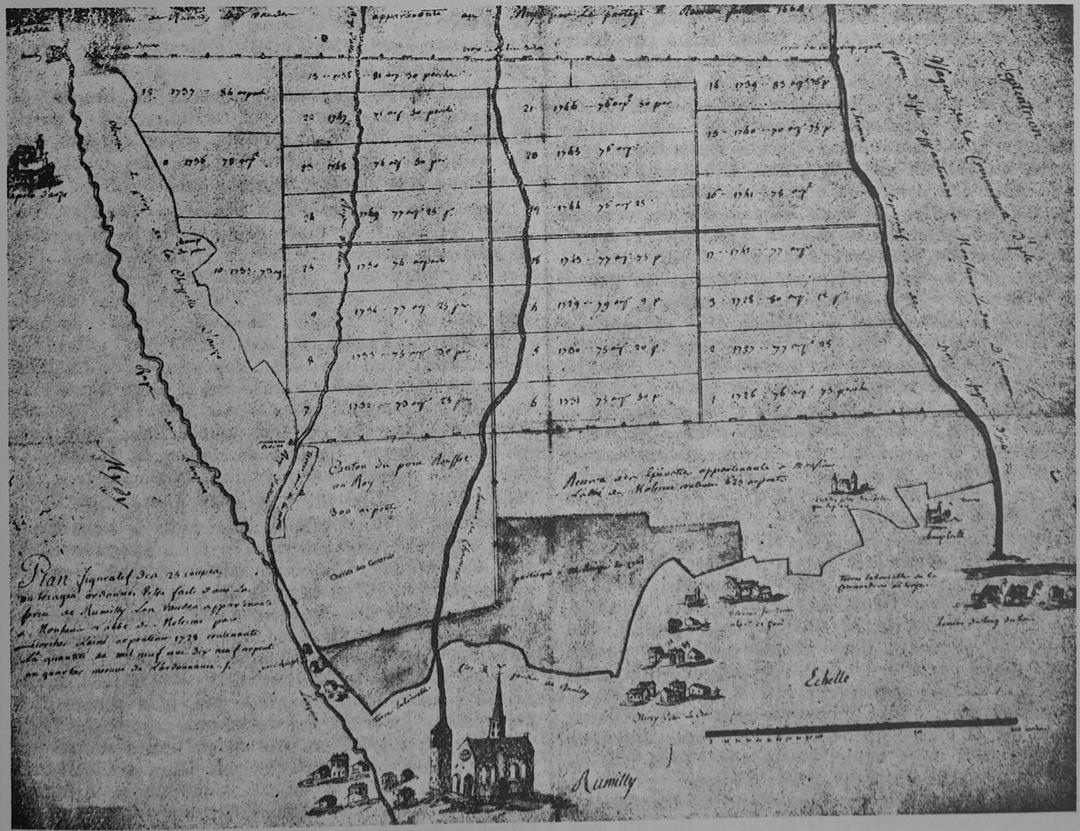
En 1728.